# Amami o lasciami
Amami o lasciami (Love Me or Leave Me) è un film del 1955 diretto da Charles Vidor.
Il film, liberamente tratto dalla vera storia della cantante degli anni venti Ruth Etting, è interpretato, tra gli altri, da James Cagney, Doris Day e Cameron Mitchell.
Il titolo originale del film, Love Me or Leave Me, riprende uno dei più grandi successi di Ruth Etting, l'omonima canzone di Walter Donaldson e Gus Kahn che la cantante portò al successo in Whoopee!, il musical del 1928 prodotto da Florenz Ziegfeld, Jr..
La colonna sonora raggiunse per 25 settimane la prima posizione nella Billboard 200.

## Trama

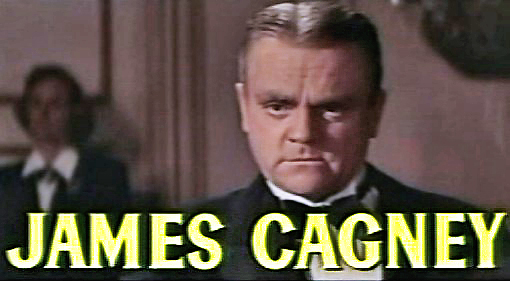
James Cagney, nel ruolo di Martin Snyder

Hollywood, anni venti: la ballerina Ruth arriva in città e trova un pianista che scopre il suo talento come cantante. Ruth riuscirà a diventare una star con l'aiuto di Martin Snyder, un ex-gangster zoppo e geloso, con cui intreccia una burrascosa relazione. La ragazza, infatti, è innamorata del musicista Johnny Alderman: però, per gratitudine, è costretta suo malgrado a sposare Snyder. Il matrimonio non si rivela felice e i due divorziano. Snyder, ancora geloso, sparerà al musicista ferendolo. Processato, passerà un anno in carcere. Ruth e Johnny potranno finalmente sposarsi e vivere insieme.

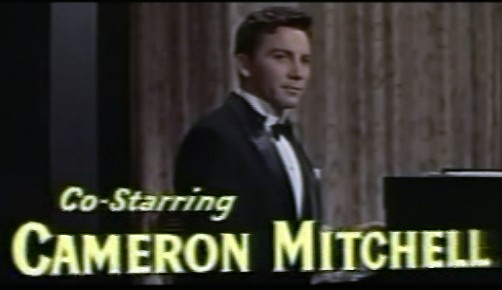
Cameron Mitchell, nel ruolo di Johnny Alderman

## Produzione
Il film fu prodotto dalla Metro-Goldwyn-Mayer (MGM) e le riprese durarono dal dicembre 1954 al febbraio 1955.

## Distribuzione
Distribuito dalla Metro-Goldwyn-Mayer (MGM), il film - con il titolo originale Love Me or Leave Me (come l'omonima canzone) - fu presentato in prima mondiale a Dallas il 26 maggio 1955. Uscì nelle sale cinematografiche USA il 10 giugno.
Il film venne distribuito in tutto il mondo: nel 1955, uscì in Irlanda (10 giugno), nel Regno Unito (26 settembre), Svezia (14 novembre, come Dej ska jag ha!); nel 1956, in Argentina (19 gennaio, come Ámame o déjame), Belgio (17 febbraio, come De valstrik van de hartstocht, titolo fiammingo, e Les Pièges de la passion, titolo francese), Francia (22 febbraio), Messico (22 febbraio), Germania Federale (16 marzo), Finlandia (23 marzo), Parigi (13 aprile), Giappone (12 maggio), Turchia (in settembre, come Öldüren Ask), Austria (in ottobre). Nel 1959, il film uscì in Danimarca (24 giugno) e nel 1977 fu trasmesso per la prima volta in televisione, il 3 marzo, in Spagna.

## Riconoscimenti
- Premi Oscar 1956: Oscar al miglior soggetto